# دکنپفرون
دکنپفرون (به آلمانی: Deckenpfronn) یک شهر در آلمان است که در بوبلینگن واقع شده‌است. دکنپفرون ۲٬۹۷۴ نفر جمعیت دارد.

## خواهرخوانده
شهر وایسنبرگ (اوبرلواسزیتس) خواهرخواندهٔ دکنپفرون هست.